# August Giese
August Giese (ur. 1897, zm. ?) – zbrodniarz nazistowski, członek załogi niemieckiego obozu koncentracyjnego Buchenwald i SS-Unterscharführer.
Z zawodu malarz. W końcowym okresie II wojny światowej pełnił służbę przez półtora roku w podobozie KL Buchenwald - Laura, gdzie kierował komandem więźniarskim. W procesie US vs. August Giese, który toczył się 22 września 1947 przed amerykańskim Trybunałem Wojskowym w Dachau skazany został na 4 lata pozbawienia wolności. Uznano go za winnego trzech z czterech stawianych mu zarzutów, tj. maltretowania więźniów podobozu Laura w lutym i marcu 1945 przez bicie ich gołymi rękoma i kijem oraz poprzez szczucie ich psem. Giese wydał również rozkaz postrzelenia więźnia narodowości francuskiej (otrzymał on następnie postrzał w stopę).